# Mýtina
Mýtina (németül Altalbenreuth) Lipová község településrésze Csehországban a Karlovy Vary-i kerület Chebi járásában.

## Fekvése
Chebtől 13 km-re délkeletre, a cseh-német határ közelében fekszik.

## Története
Német telepesek alapították a 14. században. Középkori erődítménye a későbbiekben elpusztult. A második világháború előtt lakosainak száma meghaladta a 800 főt, melyet szinte teljes egészében németek alkottak. 1945-ben német lakosságát kitelepítették. Ezt követően a település nagy részét a határsáv tiltott övezetévé nyilvánították, s az övezeten belül rekedt lakóházakat, a település épületeinek 90%-át lebontották. Egykori határőr laktanyáját a szocializmus évtizedeiben építették fel. A németországi Neualbenreuth-ba vezető határátkelőhelyet 1990-ben újították fel.

## Nevezetességek
- A településtől délre fekvő Železná Hůrka (németül Eisenbühl) természetvédelmi terület.

## Fordítás
- Ez a szócikk részben vagy egészben a Mýtina (Lipová) című cseh Wikipédia-szócikk ezen változatának fordításán alapul.  Az eredeti cikk szerkesztőit annak laptörténete sorolja fel. Ez a jelzés csupán a megfogalmazás eredetét és a szerzői jogokat jelzi, nem szolgál a cikkben szereplő információk forrásmegjelöléseként.